# 厦门翔业集团
厦门翔业集团有限公司（简称：翔业集团，英语：Iport Group）是厦门市人民政府直属的国有企业集团，于1995年1月1日在原厦门国际机场基础上组建成立。现辖厦门高崎国际机场、福州长乐国际机场、龙岩冠豸山机场等三个机场，以经营民用航空地面勤务、航空客货运代理、候机楼、货站等为主，兼营商贸、酒店、广告、投资、房地产开发等业务。

## 公司历史
1988年10月22日，经国务院批准，中国民航厦门站解体，厦门机场作为试点下放给地方政府经营管理。同时成立厦门国际机场，由厦门市政府经营管理。民航厦门航务管理站和民航厦门油料供应站同时成立，仍由民航管理。1995年1月1日，厦门国际航空港集团公司在原厦门国际机场基础上组建成立。1996年5月16日，集团决定成立厦门机场发展股份有限公司，后更名为厦门国际航空港股份有限公司。
2003年3月28日，集团对福州长乐国际机场实施重组，这国内首例机场与机场之间通过商业运作的方式成功实施的重组。同年4月7日，集团成立全资子公司福州国际航空港有限公司运营福州长乐国际机场。
2003年3月17日，3月12日，集团与连城县国有资产经营公司签定资产划归合同，将龙岩冠豸山机场无偿划归集团运营。同年7月4日，集团成立全资子公司龙岩冠豸山机场有限公司运营龙岩冠豸山机场。
2012年1月1日，“厦门国际航空港集团有限公司”正式更名为“厦门翔业集团有限公司”。

## 主要下属公司
- 元翔（厦门）国际航空港股份有限公司
- 元翔国际航空港集团（福建）有限公司

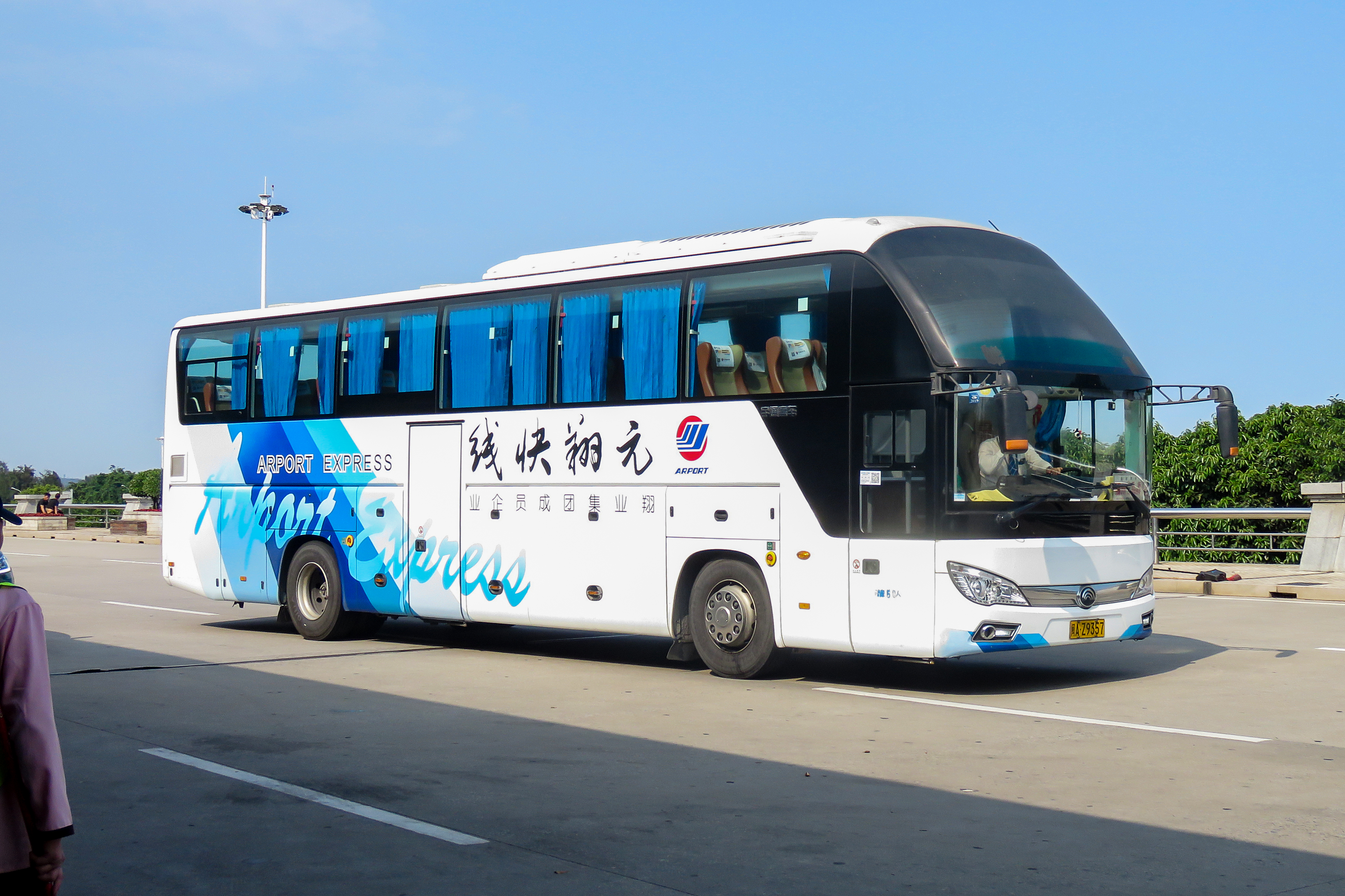
福建省内的机场巴士由元翔（福建）空港快线有限公司运营

  - 元翔（福州）国际航空港有限公司（原福州国际航空港有限公司）
  - 元翔（龙岩）冠豸山机场有限公司
  - 元翔（武夷山）机场有限公司
- 元翔（福建）空港快线有限公司
- 厦门国际航空港集团地勤服务有限公司
- 厦门国际航空港集团房地产开发有限公司
- 厦门国际航空港空运货站有限公司
- 厦门国际航空港大酒店有限公司
- 厦门国际航空港集团食品有限公司
- 厦门国际航空港集团广告有限公司
- 厦门国际航空港花卉科技有限公司
- 厦门国际航空港机电工程有限公司
- 厦门国际航空港海岸开发有限公司
- 厦门保税区航空港物流园建设有限公司
- 福建空港国际货运代理有限公司
- 连城冠豸森林山庄
- 中新机场管理培训学院